# Liste von Offizieren der russischen Streitkräfte im Großen Nordischen Krieg
Die Liste von Offizieren der russischen Streitkräfte im Großen Nordischen Krieg enthält die russischen Kommandeure im Krieg von 1700 bis 1721.

## A
- Sawwa Wasiljewitsch Ajgustow
- Ludwig Nikolaus von Hallart
- Pjotr Matwejewitsch Apraxin
- Fjodor Matwejewitsch Apraxin

## B
- Pawel Fjodorowitsch Balk-Polew
- Pjotr Fjodorowitsch Balk
- Fjodor Nikolaewitsch Balk
- Jakow Sawwitsch Barsch
- Iwan Fjodorowitsch Barjatinski
- Christian Felix Bauer
- Karl Ernst Bauer
- Fjodor Iwanowitsch Belling
- Ture Gabriel Belke
- Pieter Bergman
- Vitus Bering
- Wilhelm Bergholtz
- Herman Jensen Bohn
- Michail Andrejewitsch Boruchowitsch
- Iwan Fedossejewitsch Bozis
- Peter Bredal
- Robert Bruce
- Jacob Daniel Bruce
- Iwan Buturlin
- Sergej Leontjewitsch Buchwostow
- Iwan Dmitriewitsch Buchholz

## D
- Afanasi Romanowitsch Dawydow, (Давыдов, Афанасий Романович)
- Wilhelm van Delden, (Дельден, Вилим Вилимович)
- Iwan Iljitsch Dmitrijew-Mamonow, (Дмитриев-Мамонов, Иван Ильич)
- Wassili Wladimirowitsch Dolgorukow, (Долгоруков, Василий Владимирович)
- Luka Fjodorowitsch Dolgorukow, (Долгоруков, Лука Фёдорович)
- Juri Wladimirowitsch Dolgorukow, (Долгоруков, Юрий Владимирович)
- Jakow Fjodorowitsch Dolgorukow, (Долгоруков, Яков Фёдорович)
- Gustav Otto Douglas, (Дуглас, Густав Отто)

## G
- Bogdan Iwanowitsch Gagarin, (Гагарин, Богдан Иванович)
- Johann Gejnskin, (Гейнскин, Иоганн)
- Georg Wilhelm Henning, (Геннин, Георг Вильгельм де)
- Fjodor Nikititsch Glebow, (Глебов, Фёдор Никитич)
- Michail Michailowitsch Golizyn (der Ältere), (Голицын, Михаил Михайлович)
- Michail Michailowitsch Golizyn (General-Admiral), (Голицын, Михаил Михайлович)
- Pjotr Michailowitsch Golizyn (1682), (Голицын, Пётр Михайлович)
- Awtonom Michailowitsch Golowin, (Головин, Автоном Михайлович)
- Iwan Michajlowitsch Golowin, (Головин, Иван Михайлович)
- Nikolai Fjodorowitsch Golowin, (Головин, Николай Фёдорович)
- Iwan Stepanowitsch Gorbow, (Горбов, Иван Степанович)
- Alexander Gordon, Гордон, Александр
- Thomas Gordon (Admiral), Гордон, Томас
- Martin Petrowitsch Gossler, (Госслер, Мартин Петрович)
- Andrej Andrejewitsch Guliz, (Гулиц, Андрей Андреевич)

## H
- Kirill Alexejewitsch Naryschkin, (Нарышкин, Кирилл Алексеевич)
- Semjon Protasjewitsch Nepljuew, (Неплюев, Семён Протасьевич)

## I
- Alexander Artschilowitsch Imeretinski, (Александр Арчилович Имеретинский)
- Nikolai Justorowitsch Ifljant, (Ифлянт, Николай Юсторович)

## J
- Iwan Jakowlewitsch Jakowlew, (Яковлев, Иван Яковлевич)
- Pjotr Iwanowitsch Jakowlew, (Яковлев, Пётр Иванович)

## K
- Afanasi Grigorjewitsch Kamynin, (Камынин, Афанасий Григорьевич)
- Alexej Stepanowitsch Kelin, (Келин, Алексей Степанович)
- Iwan Fjodorowitsch Koslow, (Козлов, Иван Фёдорович)
- Stepan Andrejewitsch Kolytschow, (Колычёв, Степан Андреевич)
- Bogdan Semjonowitsch Korsak, (Корсак, Богдан Семёнович)
- Wassili Dmitriewitsch Kortschmin, (Корчмин, Василий Дмитриевич)
- Iwan Rodionowitsch Koschelew, (Кошелев, Иван Родионович)
- Iwan Matwejewitsch Krasnoschtschokow, (Краснощёков, Иван Матвеевич)
- Charles Eugène de Croÿ, (Круа, Карл-Евгений)
- Cornelius Cruys, (Крюйс, Корнелиус)
- Nefed Nikititsch Kudrjawzew, (Кудрявцев, Нефед Никитич)
- Boris Iwanowitsch Kurakin, (Куракин, Борис Иванович)

## L
- Joseph-Gaspard Lambert de Guerin, (Ламбер де Герен, Жозеф Гаспар, Lamber de Geren, Schosef Gaspar)
- Peter von Lacy, (Ласси, Пётр Петрович, Lassi, Pjotr Petrowitsch)
- Wassili Jakowlewitsch Lewaschow, (Левашов, Василий Яковлевич)
- Juri Fjodorowitsch Leslie, (Лесли, Юрий Фёдорович, Lesli, Juri Fjodorowitsch)

## M
- Michail Afanasewitsch Matjuschkin, (Матюшкин, Михаил Афанасьевич)
- Iwan Alexejewitsch von Mengden, (Менгден, Иван Алексеевич фон)
- Alexander Danilowitsch Menschikow, (Меншиков, Александр Данилович)
- Semjon Fjodorowitsch Meschtscherski, (Мещерский, Семён Фёдорович)
- Sachar Danilowitsch Mischukow, (Мишуков, Захар Данилович)

## O
- Georg Benedikt von Ogilvy, (Огильви, Георг Бенедикт)
- Grigori Iwanowitsch Orlow, (Орлов, Григорий Иванович)
- Otto Rudolf von und zu Schauenburg, (Отто Рудольф фон и цу Шауенбург)

## P
- George Paddon, (Паддон, Джордж)
- Jakow Wassiljewitsch Polonsky, (Полонский, Яков Васильевич)
- Iwan Samuilowitsch von Pfeilenheim, (Феленгейм, Иван Самуилович фон)
- Gebhard Karlowitsch Pflug, (Флуг, Гебхард Карлович)

## R
- Carl Ewald von Rönne, (Ренне, Карл Эвальд)
- Samuel Renzel, (Ренцель, Самуил, Renzel, Samuil)
- Anikita Iwanowitsch Repnin, (Репнин, Аникита Иванович)
- Georg Gustav von Rosen, (Розен, Георг Густав фон, Rosen, Georg Gustaw  fon)
- Alexander Iwanowitsch Rumjanzew, (Румянцев, Александр Иванович)

## S
- Artemi Grigorjewitsch Sagrjaschski, (Загряжский, Артемий Григорьевич)
- Alexander Wilimowitsch Scharf, (Шарф, Александр Вилимович)
- Wybrand Gerlacus Schelting, (Шельтинг, Вейбрант, Schelting, Weibrant)
- Boris Petrowitsch Scheremetew, (Шереметев, Борис Петрович)
- Michail Borisowitsch Scheremetew, (Шереметев, Михаил Борисович)
- Michail Iwanowitsch Schtschepotjew, (Щепотьев, Михаил Иванович)
- Matwei Christoforowitsch Smajewitsch, (Змаевич, Матвей Христофорович)
- Wassili Nikitowitsch Sotow, (Зотов, Василий Никитович)
- Konon Nikititsch Sotow, (Зотов, Конон Никитич)
- Michail Aleksandrowitsch Susin, (Зузин, Михаил Александрович)
- Alexander Kondratjewitsch Sykow, (Зыков, Александр Кондратьевич)
- Thomas Sanders, (Сандерс, Томас)
- Iwan Akimowitsch Senjawin, (Сенявин, Иван Акимович)
- Naum Akimowitsch Senjawin, (Сенявин, Наум Акимович)
- Peter von Sivers, (Сиверс, Пётр Иванович, Siwers, Pjotr Iwanowitsch)
- Grigori Grigorjewitsch Skornjakow-Pissarew, (Скорняков-Писарев, Григорий Григорьевич)
- Sojmonow, Leonti Jakowlewitsch, (Соймонов, Леонтий Яковлевич)
- Iwan Wasiljewitsch Sonzow-Sassekin, (Сонцов-Засекин, Иван Васильевич)

## T
- Iwan Jurjewitsch Trubezkoi, (Трубецкой, Иван Юрьевич)
- Iwan Iwanowitsch Tschambers, (Чамберс, Иван Иванович)
- Grigori Petrowitsch Tschernyschow, (Чернышёв, Григорий Петрович)
- Roman Semjonowitsch Turgenew, (Тургенев, Роман Семёнович)

## U
- Grigori Aleksejewitsch Urusow, (Урусов, Григорий Алексеевич)
- Andrej Iwanowitsch Uschakow, (Ушаков, Андрей Иванович)

## W
- Adam Adamowitsch Weide, (Вейде, Адам Адамович)
- Johann Bernhard Graf Weißbach, (Вейсбах, Иоганн Бернгард, Weissbach, Iogann Berngard)
- Nikolaj Grigorjewitsch Werden, (Верден, Николай Григорьевич)
- Nikita Petrowitsch Villebois, (Вильбоа, Никита Петрович, Wilboa, Nikita Petrowitsch)
- Aleksandr Grigorjewitsch Wolkonski, (Волконский, Александр Григорьевич)
- Grigori Iwanowitsch Wolkonski, (Волконский, Григорий Иванович)
- Grigori Semjonowitsch Wolkonski, (Волконский, Григорий Семёнович)
- Artemi Petrowitsch Wolynski, (Волынский, Артемий Петрович)
- Illarion Gawrilowitsch Woronzow, (Воронцов, Илларион Гаврилович)
- Hans Hermann Wostromirsky von Rockittnigk, (Востромирский, Ганс Герма)